# Lepidosaphes aberrans
Lepidosaphes aberrans är en insektsart som beskrevs av Karl Hermann Leonhard Lindinger 1909. Lepidosaphes aberrans ingår i släktet Lepidosaphes och familjen pansarsköldlöss. Inga underarter finns listade i Catalogue of Life.